# Broken China
Broken China (с англ. — «Разбитый фарфор») — второй и последний сольный альбом клавишника Pink Floyd Ричарда Райта, вышедший в 1996 году.
Альбом был записан в собственной студии Райта во Франции.

## Список композиций
1. «Breaking Water» (Wright/Anthony Moore) — 2:28
2. «Night of a Thousand Furry Toys» (Wright/Moore) — 4:22
3. «Hidden Fear» (Wright/Gerry Gordon) — 3:28
4. «Runaway» (Moore) — 4:00
5. «Unfair Ground» (Wright) — 2:21
6. «Satellite» (Wright) — 4:06
7. «Woman of Custom» (Moore) — 3:44
8. «Interlude» (Wright) — 1:16
9. «Black Cloud» (Wright) — 3:19
10. «Far from the Harbour Wall» (Wright/Moore) — 6:19
11. «Drowning» (Wright) — 1:38
12. «Reaching for the Rail» (Wright/Moore) — 6:30
13. «Blue Room in Venice» (Wright/Gordon) — 2:47
14. «Sweet July» (Wright) — 4:13
15. «Along the Shoreline» (Wright/Moore) — 4:36
16. «Breakthrough» (Wright/Moore) — 4:19

## Дизайн обложек
- Сторм Торгесон, Питер Кёрзон — дизайн обложки
- Тони Мэй — фотография
- Джейсон Рэдди — компьютер
- Джулиэн Милс, Финлэй Ковэн — иллюстрации

## Участники записи
- Ричард Райт — клавишные, фортепиано, программирование, синтезатор, вокал
- Энтони Мур — программирование и аранжировки, «телефонный» вокал (2)
- Шинейд О’Коннор — вокал (12, 16)
- Тим Ренвик — гитары
- Доминик Миллер — гитара
- Стивен Болтон — гитара
- Пино Палладино — бас-гитара
- Ману Катче — ударные, перкуссия
- Шон Белл — виолончель
- Кэйт Сент-Джон — гобой, английский рожок
- Маз Палладино — бэк-вокал